# Miconia seposita
Miconia seposita är en tvåhjärtbladig växtart som beskrevs av John Julius Wurdack. Miconia seposita ingår i släktet Miconia och familjen Melastomataceae. Inga underarter finns listade i Catalogue of Life.